# Flagge der Bretagne

Regionalflagge

Kroaz du

Hermelinflagge

Die Flagge der Bretagne, auch bekannt unter dem Namen Gwenn ha Du (bretonisch Weiß und Schwarz, gallo Blanc e Neirr), ist de facto die Flagge der Region Bretagne. Sie wird auch im Département Loire-Atlantique benutzt, um seine Zugehörigkeit zur „historischen Bretagne“ zu demonstrieren. Nantes (bretonisch Naoned), Präfektur des Departements Loire-Atlantique, war einige Zeit Sitz der bretonischen Herzöge. Das Departement gehörte bis 1532 zum Herzogtum, bzw. bis 1789 zur Provinz Bretagne, häufig als „historische Bretagne“ bezeichnet. Nach der Gründung der Regionen im 20. Jahrhundert wurden Nantes und seine Region den Pays de la Loire zugeteilt. Kulturell und historisch war dieses Gebiet lange und ist weiterhin auch im Selbstverständnis eines Teils der Einwohner Teil der Bretagne.

## Beschreibung
Sie setzt sich aus neun schwarzen und weißen horizontalen Streifen gleicher Breite, die abwechselnd angeordnet sind, zusammen. Hinzu kommt oben mastseitig eine weiße mit Hermelinen besäte Vierung („Gösch“).
Die neun horizontalen Streifen stellen die neun historischen bretonischen Diözesen des alten Herzogtums dar. Die fünf schwarzen Streifen symbolisieren die französisch- und Gallo-sprachigen Diözesen der Hoch-Bretagne (Haute Bretagne), Dol, Nantes, Rennes, Saint-Malo und Saint-Brieuc. Die vier weißen Streifen stehen für die bretonischsprachigen Diözesen der Niederbretagne (Basse-Bretagne), Trégor, Léon, Cornouaille und Vannes. Die 11 Hermelinschwänze erinnern an das Wappen der Herzöge der Bretagne seit dem 13. Jahrhundert.

## Geschichte

### Hermeline: Vom herzöglichen Wappen zum „Nationalsymbol“
Es war Herzog Peter I. Mauclerc, der zuerst Hermeline für sein Wappen wählte. Im 13. Jahrhundert waren Hermeline oft ein Teil der Kleidung der prominenten Kleriker (seine weiße Farbe war ein Symbol der Reinheit und Makellosigkeit). Sie waren auch sonst in West-Europa bei adligen Familien weit verbreitet u. a. in Flandern, im Artois, in der Normandie, in Schottland. Der Kapetinger Peter von Dreux hatte dem Wappen seiner Familie ein Hermelin-Freiviertel hinzugefügt, weil er ursprünglich in den Klerus eintreten sollte, bzw., nach Michel Pastoureau, um sich in Bezug auf seine familiäre Herkunft zu individualisieren. 1213, als Mauclerc die Herzogin Alix heiratete, wurden Hermeline Teil des Wappens der bretonischen Herzöge (Wappen wurden erst Ende des 11. und besonders im 12. Jahrhundert gebräuchlich). Es handelt sich also um ein dynastisches Familienwappen. Erst im Bretonischen Erbfolgekrieg (1341 bis 1364), bei dem die beiden sich bekämpfenden Parteien die Hermeline für sich beanspruchten, bekamen sie eine Art „nationalen“, die Bretagne repräsentierenden Charakter.
Die Bretagne war bis zur Unterzeichnung des Unionsvertrages von Vannes zwischen dem französischen König Franz I. und den bretonischen Ständen, sowie der Veröffentlichung des entsprechenden Erlasses in Nantes 1532 ein relativ selbständiges Herzogtum. Der Union vorangegangen waren die Hochzeiten zwischen der Herzogin Anne de Bretagne und dem französischen König Karl VIII im Jahre 1491, dann mit Ludwig XII. acht Jahre später. Die Hochzeit von deren Tochter mit dem zukünftigen König Franz I. 1514 war dann eine der Voraussetzungen für den Unionsvertrag. Der zweite Sohn des königlichen Ehepaars, Heinrich war der letzte Herzog der Bretagne bis zu seiner Krönung als König Heinrich II 1577. Mit ihm verschwanden die Hermeline zwar als dynastisches Symbol, bekamen aber in der Bevölkerung des Charakter eines nationalen Symbols. So wurden Hermelin-Banner während der Hugenottenkriege am Ende des 16. Jahrhunderts, während einer Steuerrevolte 1675 und bei anderen Aufständen gegen das absolutistische Ancien Regime, aber auch während der Chouannerie gegen die revolutionäre Zentralregierung geschwenkt.

### Hermelinschild
Ab dem Jahre 1316 verwendete Johann III. ein Wappen, das ausschließlich mit Hermelinen besät oder bestreut ist, ein sogenanntes Pelzwerk („hermine plain“). Nach Michel Pastoureau drückt sich darin die Absicht des Herzogs aus, sowohl seine kapetingische Herkunft als auch sein Vasallenverhältnis zum französischen König zu verdecken, vielleicht auch der Wunsch, seinen Status aufzuwerten und als geweihter Souverän angesehen zu werden, wie die französischen Könige mit ihrem mit Lilien auf blauem Grund besäten Wappen. Nach der Hochzeit von Anne de Bretagne mit dem französischen König, wurden den Hermelinen die Lilien der Kapetinger, und später auch Delphine, also das Symbol des königlichen Thronerben („Dauphin“) beigefügt.

Herzögliches Wappen von Peter I. von Dreux Mauclerc seit 1213, als persönliches Wappen vermutlich seit 1209.
Wappen von Johannes III. ab 1316 (Mit Hermelinen besätes Pelzwerk)
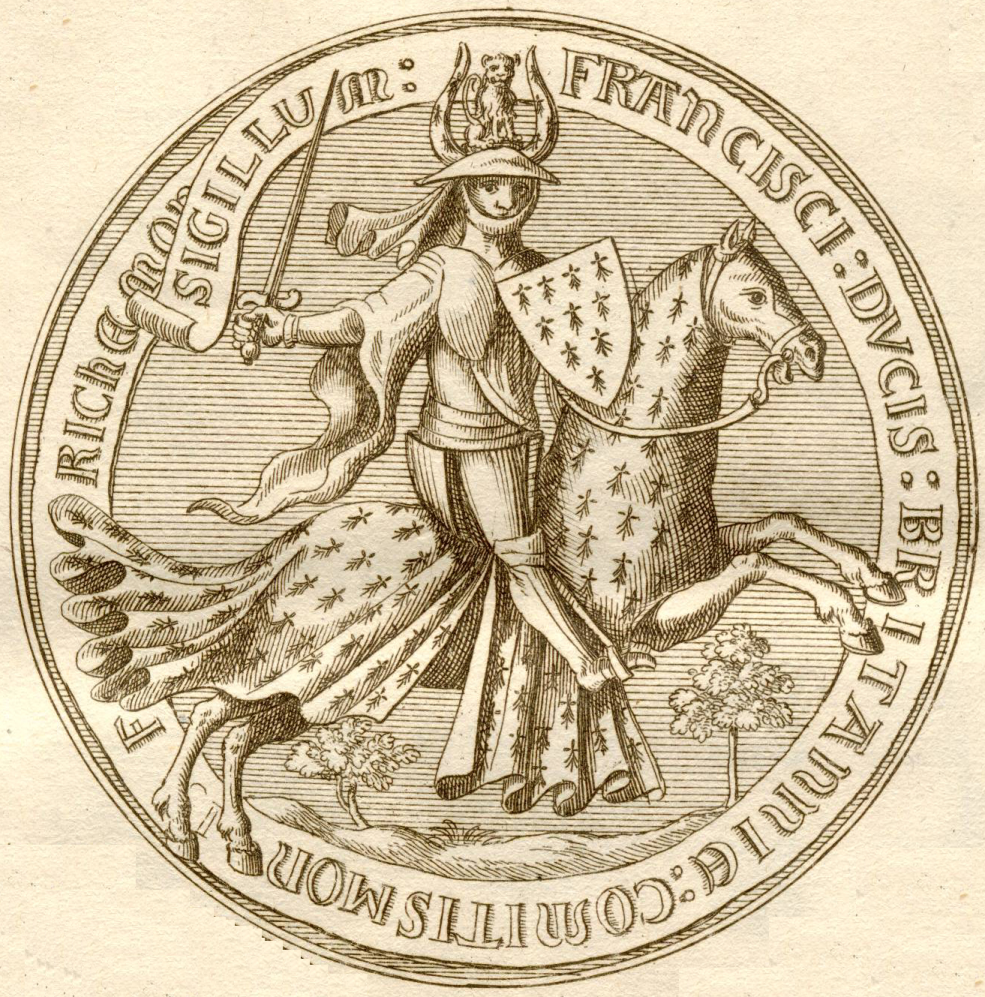
Siegel von Franz I.
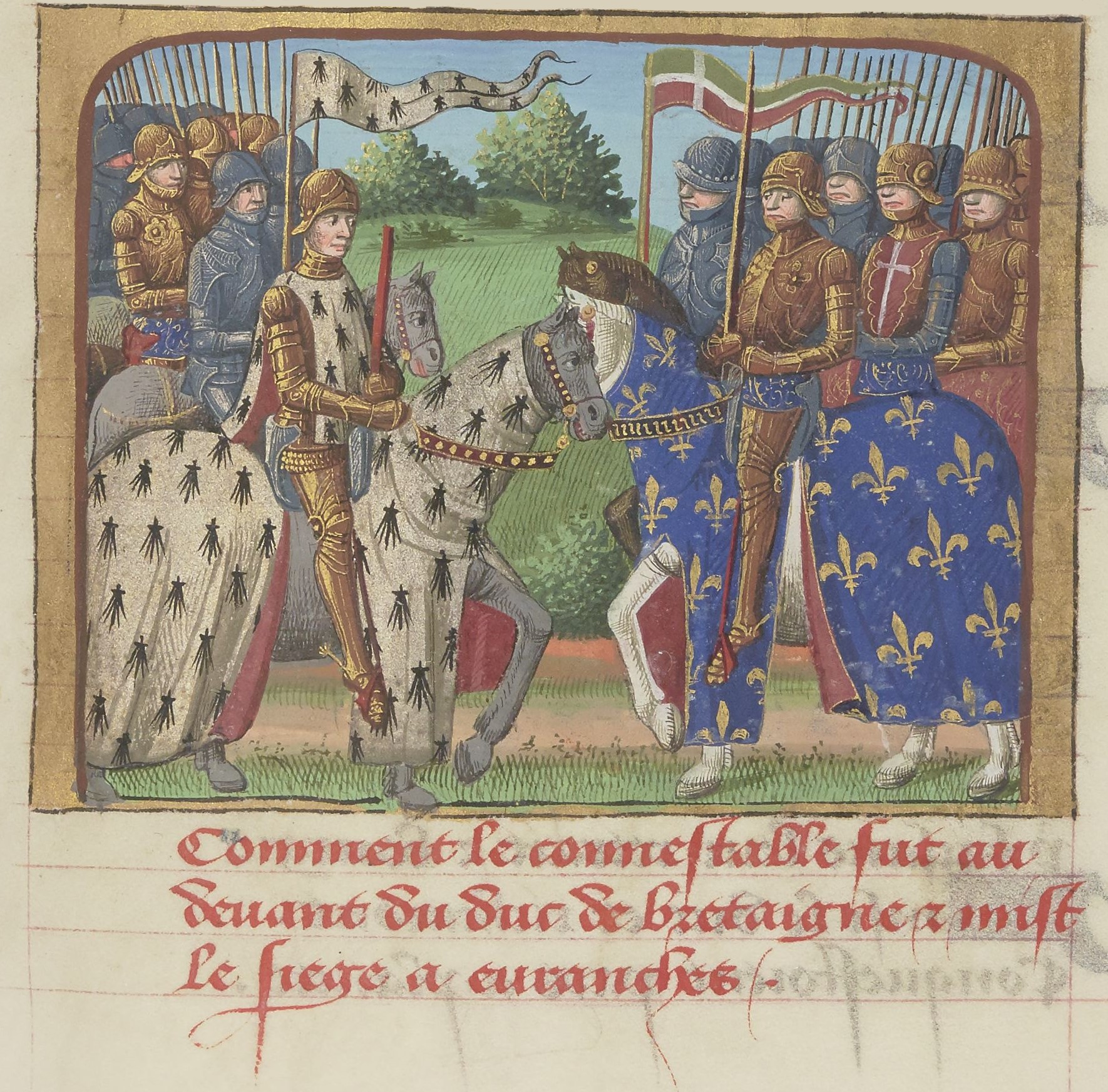
Herzog Franz I. und sein Onkel Arthur von Richemont
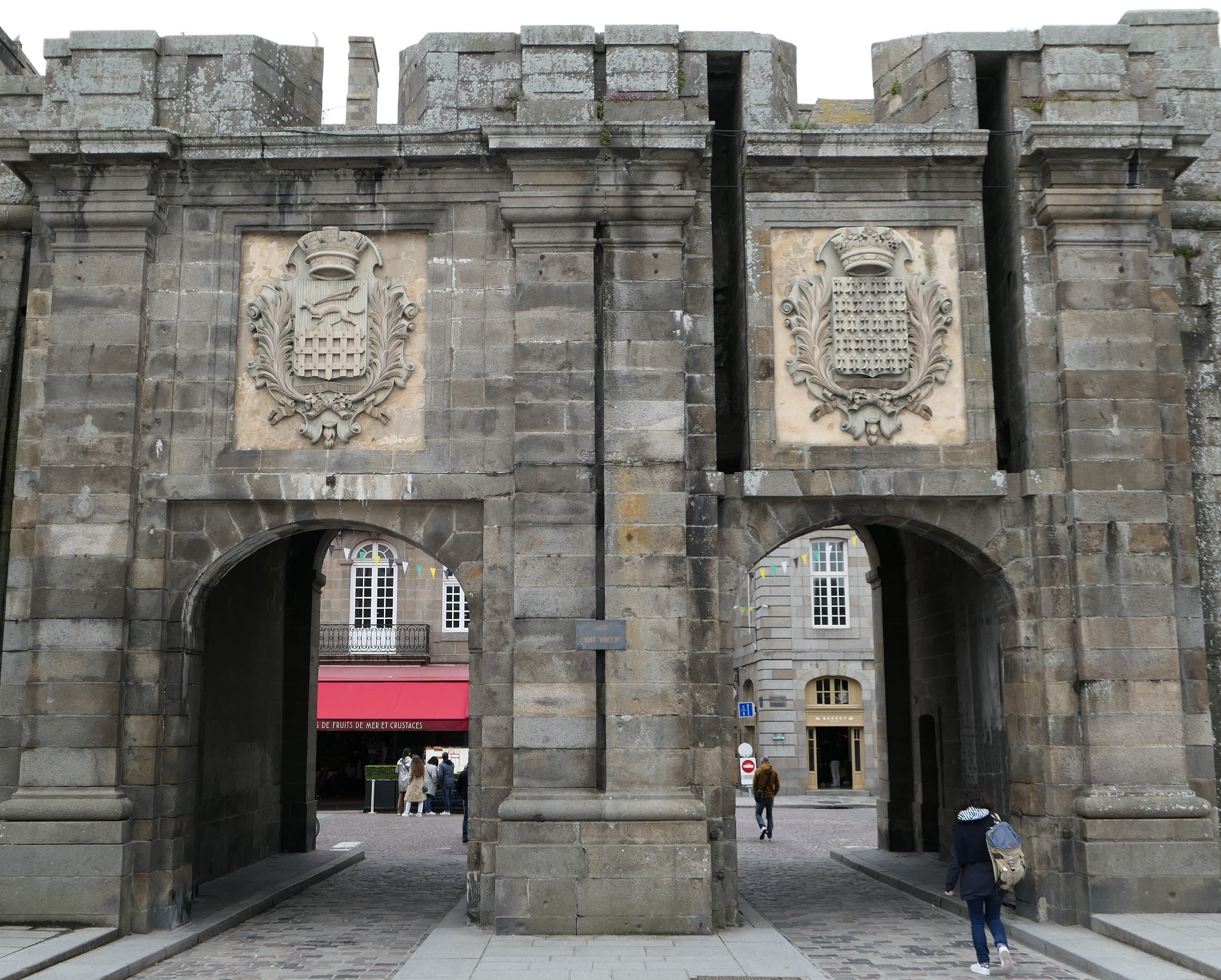
Hermeline in den Wappen der Stadt Saint-Malo (links) und des Herzogtums Bretagne am 1707 errichteten Tor Saint-Vincent in Saint-Malo. Die Kronen des königlichen Ehepaars, drücken das Abhängigkeitsverhältnis von Stadt und Herzogtum zum Königreich seit 1532 aus.
Wappen von Anne de Bretagne nach 1491.
Von 1524 bis 1547 Wappen der beiden letzten bretonischen Herzöge, Franz und Heinrich, Söhne von Franz I. und Anne.

### Roter Drache
Im frühen Mittelalter war das gemeinsame Feldzeichen der britannischen Völker der rote Draco (ein stilisierter Drachenkopf, dessen Ende aus einer Tuchröhre bestand, die im Wind flatterte). Dieser Draco war das erste Emblem der Bretonen, als sie sich im 5. Jahrhundert in Armorica niederließen (der rote Drache ist bis heute die Hauptfigur der Flagge von Walisien geblieben). Später machten sie Gebrauch von Flaggen, von denen man nur weiß, dass sie „glänzend“ und „farbig“ waren. Eine Ausnahme ist das Rolandslied, das eine „grüne Flagge der sieben Heiligen der Bretagne“ beschreibt.

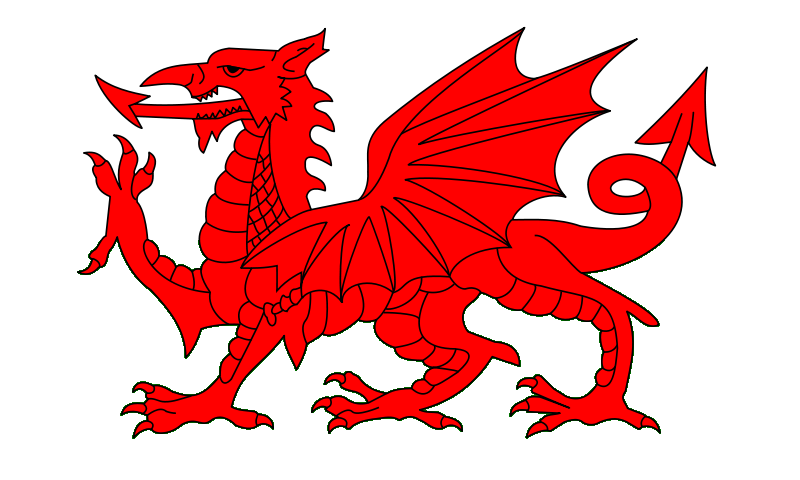
Roter Drache

### Schwarzes Kreuz
Während der ersten Kreuzzüge war das rote Kreuz das Symbol der christlichen Kämpfer, seit dem Aufruf Papst Urbans II. 1095 in Clermont und vielleicht seit der Reconquista in Spanien und Sizilien. Tatsächlich hatte Urban in Clermont gesagt: „Christus […] zeigt euch sein Kreuz. Tragt es auf Schulter und Brust.“ 1188 wurde entschieden, dass die Franzosen in Outremer ein rotes, die Engländer ein weißes und die Flamen ein grünes Kreuz tragen sollten.
Der bretonische Herzog Alain IV Fergent (1084–1112) kämpfte wie auch andere bretonische Adlige im ersten Kreuzzug in Jerusalem 1099. 1249 nahm Peter Mauclerc am Sechsten Kreuzzug unter Ludwig dem Heiligen teil, also benutzten seine Soldaten Schilde und Flaggen mit dem roten Kreuz.
Schwarz war die Farbe der bretonischen Herzöge vor den Kapetingern, also vor Peter I. von Dreux. Das schwarze Kreuz figurierte auf den Kriegsbannern der bretonischen Herzöge seit dem 14. Jahrhundert. Die bretonische Übersetzung (Kroaz du) stammt aus unserer Zeit, da die bretonischen Herzöge seit dem 12. Jahrhundert nicht mehr bretonisch, sondern französisch sprachen.
Kreuzflaggen wurden wieder am Ende des Hundertjährigen Krieges verwendet, aber dann hatten die Engländer ein rotes Kreuz auf weißem Grund und die Franzosen ein weißes Kreuz auf rotem oder blauem Grund.

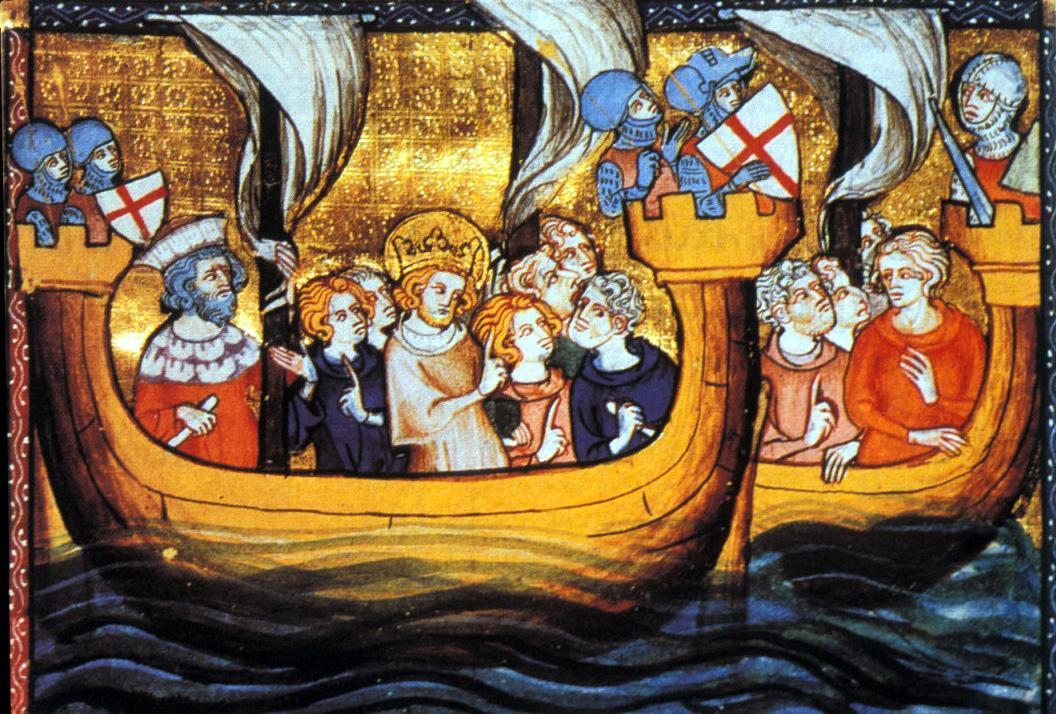
Ludwig IX. (saint Louis) bricht zum 7. Kreuzzug auf.
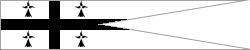
Kriegsflagge und Banner (14. – 16. Jahrhundert).
Das schwarze Kreuz (neo-bretonisch Kroaz Du), Umkehrung der Sankt-Piran-Flagge aus Cornwall.

## Heute
Der erste Gwenn ha Du wurde zwischen 1923 und 1925 von dem militanten bretonischen Nationalisten Morvan Marchal (1900–1963, Architekt und Mitglied verschiedener politischer Organisationen) entworfen. Er hat sich dabei vom Wappen der Stadt Rennes und der Flagge der Vereinigten Staaten inspirieren lassen.
Erstmals öffentlich zu sehen war die bretonische Flagge 1925 im Rahmen der Exposition internationale des Arts Décoratifs et industriels modernes in Paris. Sie wurde in den 1920er und 1930er Jahren von verschiedenen kulturellen und autonomen Organisationen verwendet. Seit 1960 sieht man die »Gwenn ha du« immer häufiger. Heute betrachtet man sie als die bretonische Flagge.
Besonders seit den 1950er- und 1960er-Jahren findet diese Flagge bei kulturellen bretonischen Bewegungen Verwendung. Sie ist heute sogar in Gesellschaftsschichten verbreitet, welche historisch nie die Hermelinflagge verwendet haben. Man sieht sie auf Korsos, Arbeiterstreiks, Studentendemonstrationen und anderen Veranstaltungen.
Nicht nur kulturelle Vereine oder die Autonomisten, sondern die meisten Bretonen fühlen sich zur Flagge gehörig. Früher wurde die Flagge nur als die Fahne der Autonomisten angesehen, inzwischen wird sie auch amtlich genutzt, z. B. an öffentlichen Gebäuden.
Aus der Sicht des Regionalrates (Conseil régional) der Bretagne repräsentiert der Gwenn ha du das Territorium bei Volksfesten, sportlichen und kulturellen Veranstaltungen. Diese Flagge weht auch vor öffentlichen Gebäuden in der Region oder ist auf Straßenschildern bei der Ankunft in der Bretagne präsent.
Die unter Bretonen verbreitete Ansicht, die bretonische Flagge sei die einzig existierende ohne Farben, weil sie nur aus schwarzen und weißen Elementen besteht, ist falsch. Die Flaggen der schweizerischen Kantone Freiburg und Basel-Stadt, der spanischen Stadt Ceuta, der englischen Grafschaft Cornwall oder der deutschen Städte Osnabrück und Ulm bestehen ebenfalls aus Schwarz und Weiß.

Wappen 1213 (échiqueté d’or et d6azur au franc-quartier d’hermine et à la bordure de gueules)
Wappen 1316 (semé d’hermine)
Wappen von Rennes
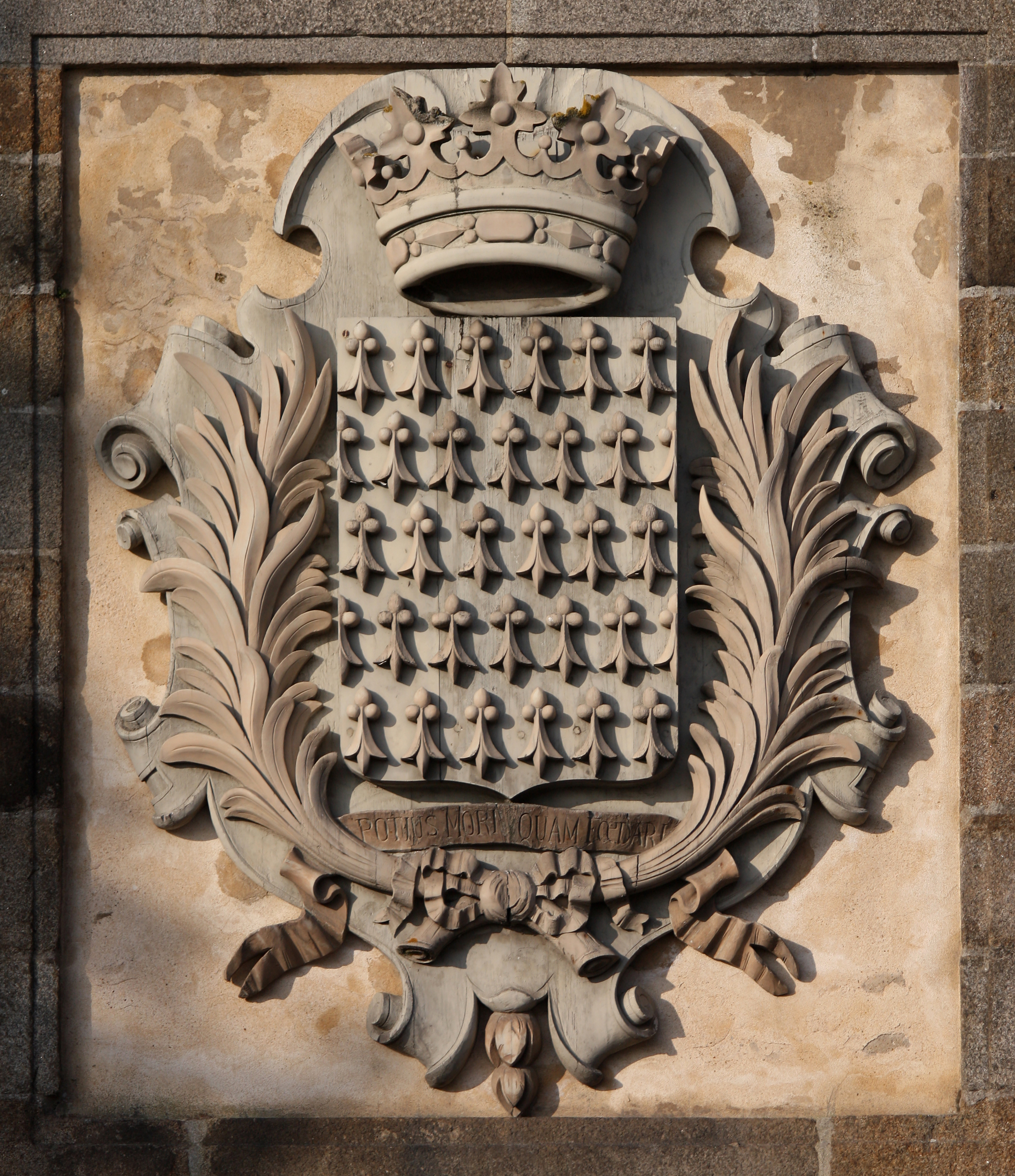
Wappen der Bretagne über dem Stadttor von Saint-Malo